# KLG Goodeid Projekt
A KLG Goodeid Projekt az első kezdeményezés Magyarországon a magashegyi fogaspontyok védelmére, megmentésére. A projekt 2013. szeptember 2-án alakult, és a Mosonmagyaróvári Kossuth Lajos Gimnáziumban zajlik, több mint 40 akváriumban. A Projekt alapítói és vezetői Bacher József és Liziczai Márk.
A Mosonmagyaróvári Kossuth Lajos Gimnázium az első olyan iskola, nemcsak Magyarországon vagy Európában, hanem az egész világon, ahol szervezett módon kezdődött tenyészprogram e kihalás közelében álló halfajok megmentése érdekében. A Projekt vezetése célul tűzte ki maga elé, hogy eredményes tartással és tenyésztéssel járuljon hozzá a fogaspontyok védelméhez. Jelenleg 17, a Goodeidae családba tartozó fogasponty tenyésztése zajlik az iskolában, melyek a következők:
| Faj                            | Latin név                 | Státusz                |
| ------------------------------ | ------------------------- | ---------------------- |
| Tamazulai ezüstpontyocska      | Allodontichthys tamazulae | veszélyeztetett        |
| Karcsú darázspontyocska        | Allotoca meeki            | vadon kihalt           |
| Lepkepontyocska                | Ameca splendens           | kihalás közeli         |
| Kékfarkú fogasponty            | Ataeniobius toweri        | kihalás közeli         |
| Leopárdpontyocska              | Chapalichthys pardalis    | kihalás közeli         |
| Gyászos patakpontyocska        | Girardinichthys viviparus | kihalás közeli         |
| Feketeúszójú gyémántpontyocska | Goodea atripinnis         | alacsony rizikófaktorú |
| Cortes patakpontya             | Ilyodon cortesae          | kihalás közeli         |
| Aranymellű patakpontyocska     | Ilyodon whitei            | kihalás közeli         |
| Kétcsíkos szkiffia             | Neotoca bilineata         | kihalás közeli         |
| Fénylőtestű szkiffia           | Skiffia francesae         | vadon kihalt           |
| Olívzöld szkiffia              | Skiffia lermae            | veszélyeztetett        |
| Foltos szkiffia                | Skiffia multipunctata     | veszélyeztetett        |
| Eisen–fogasponty               | Xenotoca eiseni           | veszélyeztetett        |
| Bíborszegélyes fogasponty      | Zoogoneticus purhepechus  | kihalás közeli         |
| Aranyszegélyes fogasponty      | Zoogoneticus quitzeoensis | kihalás közeli         |
| Tequila fogasponty             | Zoogoneticus tequila      | vadon kihalt           |

A Projekt tenyésztői sikerességét mutatja, hogy már működésének első évében több hazai tenyésztőnek tudott szaporulatából példányokat kiadni. További nagyon fontos aspektus a fajok népszerűsítése, velük kapcsolatos ismeretterjesztés, ugyanis általánosságban véve e fajok ismertsége meglehetősen alacsony, annak ellenére, hogy az egyik legveszélyeztetettebb állatcsalád. A Projekt rendkívül fontos oktatási szerepet tölt be, ugyanis az iskola diákjai testközelből tapasztalhatják meg a fajvédelem gyakorlatát, és többek között a világ tán 3. legritkább halfaját is élőben, alig néhány centiméternyi távolságból figyelhetik meg. A gimnázium Ökoiskolaként is nagy figyelmet fordít a környezettudatos, természetvédő szemléletmód kialakítására, amihez a magashegyi fogaspontyok fajvédelme is szorosan kapcsolódik. Zoopedagógiai szempontból sem utolsó a kezdeményezés, sőt, a felelősségteljes kisállattartás gyakorlatát is elsajátíthatják, ugyanis a halak gondozását az erre vállalkozó diákok végzik. A KLG Goodeid Projekt Szakmai Csoportja pedig biológia fakultációs diákokból alakult csoport, akik az eredményes tartás– és tenyésztés módszereinek kutatásával, illetőleg cikkek és prezentációk készítésével, a fajok tanulmányozásával foglalkoznak (a csoport koordinátora Liziczai Márk).
A nyilvánosság rendszeresen értesülhet a Projekt újdonságairól, eredményeiről, munkásságáról akár webes felületeken, akár különböző börzéken, előadásokon, nemzetközi konferenciákon, akár a sajtóban való jelenlét révén.
Az elmúlt években egyre nagyobb hangsúlyt nyer a Goodeidae-k védelme, nemzetközi szinten is, ezért nem csoda, hogy a projekt is széles támogatottságnak és elismertségnek örvend. A Goodeid Working Group például az iskolát intézményi kategóriájába és tenyésztői jegyzékébe felvette (ezen intézményi kategóriának a Kossuth–gimnáziumon kívül 12 tagja jegyzett, például egy mexikói egyetem, a Londoni Állatkert vagy a Haus des Meeres). A bécsi Haus des Meeres is partnerkapcsolatot alakított ki a gimnáziummal, de számos külföldi országból kapott elismerést (például a világhírű felfedező, Heiko Bleher révén, vagy az Amerikai Elevenszülős Társaság részéről). Idehaza is pozitívan jegyzik és támogatják a kezdeményezést, többek között az Akvaristák Magyarországi Egyesülete, az Akvárium Magazin, Mosonmagyaróvár önkormányzata, vagy éppen állatkereskedések.
A Projekt által tenyésztett halakhoz hazai és külföldi tenyésztők, akik megfelelő körülményeket biztosítanak e kritikusan veszélyeztetett halak számára, teljesen térítésmentesen juthatnak hozzá. A Projekt teljes mértékben non–profit, támogatások útján tartja fenn tenyészetét. A szaporulattal a legfőbb cél, hogy nemzetközi szinten támogathatóvá váljanak tenyésztők a projekt révén, és könnyen hozzájuthassanak e fajok példányaihoz. Elsősorban azonban idehaza kell széles körben terjeszteni e fajokat, hogy minél több tenyésztő foglalkozzon velük.
2014 júniusában munkásságáért mindkét projektvezető városi kitüntetést vehetett át.

## A KLG Goodeid Projekt eseménynaptára
- 2013. 9. 2.: Bacher József és Liziczai Márk megalapítják a KLG Goodeid Projektet.
- 2013. 10. 4.: Michael Köck látogatása az épülő tenyésztelepen, valamint a Haus des Meeres ajándékainak átvétele, a partnerkapcsolat megkötése.
- 2013. 10. 20.: Projektbemutató kiállítás a 11. Nemzetközi TerraPlaza börzén, valamint projektbemutató előadások prezentálása (Előadók: Kovács Tamás Sándor, Liziczai Márk, Nagy Miklós).
- 2013. 11. 4.: Az állatok – állatkerti szokáshoz hasonló – örökbefogadhatóságának és támogathatóságának meghirdetése.
- 2013. 11. 16.: Az Akvaristák Magyarországi Egyesületének elnöke és tagjainak egy része látogatást tesz a KLG Goodeid Projekt tenyészállomásán és a Kossuth Lajos Gimnázium újonnan átadott laboratóriumában.
- 2013. 11. 27.: Az Akvárium Magazin címlapján szerepelt a Projekt hivatalos logója, valamint projektbemutató cikk jelent meg, melyben többek között Horváth Éva, az iskola igazgatója, valamint Bacher József, a projekt egyik vezetője is megszólal. A magazin több éven keresztüli folyamatos publikáció lehetőséget biztosít a projekt számára.
- 2013. 12. 14.: Projektbemutató előadás a Futura Interaktív Természettudományos Központban.
- 2013. 12. 17.: Mosonmagyaróvár Önkormányzatának nagyértékű támogatása az akváriumpark kiépítéséhez.
- 2014. 1. 10.: Az első halak megérkezése (lepkepontyocska, foltos szkiffia, tequila fogasponty).
- 2014. 1. 18.: A tenyészállomás második nagy egységének kialakítása, befejezése.
- 2014. 1. 29–30.: Az első szaporulat! Két nap alatt 21 foltos szkiffia ivadék látta meg a napvilágot a Kossuth–gimnáziumban. (A későbbiekben csak a legkiemelkedőbb szaporulatok kerülnek az eseménynaptárba)
- 2014. 1. 31.: Szakmai látogatás a bécsi Haus des Meeresben, a központi tenyésztelep tanulmányozása, a tenyészteni kívánt halfajok és további akváriumok átvétele, hazaszállítása.
- 2014. 2. 4.: Felhívás tenyésztők részére részletes tenyésztői adatbázis létrehozásának elősegítésére.
- 2014. 3. 8.: Távoli tájak biotópjainak bemutató medencéi kerültek felállításra, ahol szintén veszélyeztetett és kihalás közeli fajokat tekinthetnek meg a diákok.
- 2014. 3. 22.: Projektbemutató előadás a Hlavay József Környezettudományi Konferencián, ahol a prezentáció különdíjat is elnyert!
- 2014. 4. 15.: Projektbemutató előadás a KLG Öveges Konferencián a Nyugat–Magyarországi Agrártudományi Egyetemen.
- 2014. 5. 20.: Konferencia a Goodeidae-k és egyéb veszélyeztetett halfajok témájában a Kossuth Lajos Gimnázium Természettudományos Napján, ahol előadást tartott többek között Michael Köck és Pasaréti Gyula is. A Projekt eredményeinek és az iskola ökológiai törekvéseinek bemutatására is sor került, valamint számos fontos támogatónk is tiszteletét tette a rendezvényen. Tenyésztők jóvoltából további két fajjal gazdagodott gyűjteményünk.
- 2014. 5. 22.: Megemlékezés a Biodiverzitás Világnapja alkalmából.
- 2014. 5. 30.: Karcsú darázspontyocska született a tenyészállomáson, Magyarországon valószínűleg először. A faj a második legritkább magashegyi fogasponty, és feltételezhetően a 3. legritkább halfaj. A vadonból már kipusztult, hivatalosan jegyzet állománya is alig több mint 40 tenyészpéldány.
- 2014. 6. 6.: Bacher József projektvezető kitüntetése.
- 2014. 6. 27.: Liziczai Márk projektvezető kitüntetése.
- 2014. 7. 2.: Projektbemutató cikk jelent meg a németországi AMAZONAS magazinban.
- 2014. 7. 23.: Projektbemutató cikk megjelenése a német DATZ magazinban.